# Gobernador del Palacio Nacional
La gobernadora o gobernador del Palacio Nacional es el encargado de supervisar las condiciones físicas de las instalaciones en las que el presidente de México reside y lleve a cabo sus actividades dentro del Palacio Nacional. Se decreto su creación de este cargo en el Diario Oficial de la Federación el 19 de febrero de 2021 por orden del presidente de México Andrés Manuel López Obrador.

## Funciones
Según el acuerdo del Diario Oficial de la Federación las funciones del gobernador del Palacio Nacional son:
I.     Supervisar las condiciones físicas de las instalaciones en las que el Titular del Ejecutivo Federal resida y lleve a cabo sus actividades dentro de Palacio Nacional;
II.     Dar seguimiento y, en su caso, ejecutar las instrucciones del Titular del Ejecutivo Federal relacionadas con la protección, conservación, restauración y/o mantenimiento a las instalaciones a que hace referencia la fracción anterior;
III.    Proponer a la Conservaduría de Palacio Nacional la elaboración de estudios y propuestas para la asignación de áreas y optimización de espacios en Palacio Nacional, en particular de aquellos espacios en que el Titular del Ejecutivo Federal resida y lleve a cabo sus actividades dentro de Palacio Nacional;
IV.   Gestionar la obtención de insumos necesarios para el cumplimiento del presente Acuerdo, y
V.    Las demás que le confieran otros ordenamientos aplicables, y aquellas funciones que le encomiende el Titular del Ejecutivo Federal.

## Gobernadores
| N.º | Presidente de México        | Gobernador  | Inicio | Final | Partido |
| --- | --------------------------- | ----------- | ------ | ----- | ------- |
| 1.° | Andrés Manuel López Obrador | Por definir |        |       |         |